# Zwarte vis
De zwarte vis (Centrolophus niger) is een straalvinnige vis uit de familie van Centrolophidae (zwartvissen) en behoort derhalve tot de orde van baarsachtigen (Perciformes). De vis kan een lengte bereiken van 150 cm.

## Leefomgeving
De zwarte vis is een zoutwatervis. De vis prefereert een diepwaterklimaat en heeft zich verspreid over de drie belangrijkste oceanen van de wereld (Grote, Atlantische en Indische Oceaan). Bovendien komt de zwarte vis voor in de Middellandse Zee. De diepteverspreiding is 40 tot 1050 m onder het wateroppervlak.

## Relatie tot de mens
De zwarte vis is voor de visserij van potentieel belang. In de hengelsport wordt er weinig op de vis gejaagd.